# Джибутийская федерация футбола
Джибути́йская федера́ция футбо́ла (фр. Fédération Djiboutienne de Football) — организация, осуществляющая контроль и управление футболом в Джибути. Располагается в столице государства — Джибути. ДФФ основана в 1979 году, вступила в ФИФА и в КАФ в 1994 году. В 1998 году стала членом УАФА. Федерация организует деятельность и управляет национальными сборными по футболу (мужской, женской, молодёжными). Под эгидой федерации проводится чемпионат страны и многие другие соревнования.